# Glaucocharis euchromiella
Glaucocharis euchromiella là một loài bướm đêm trong họ Crambidae.